# Rhynchocalycaceae
Rhynchocalycaceae é uma família de plantas angiospérmicas (plantas com flor - divisão Magnoliophyta), pertencente à ordem Myrtales.
O grupo contém apenas uma espécie: Rhynchocalyx lawsonioides
Rhynchocalyx lawsonioides é uma árvore endémica da África do Sul.